# Ruby (programmeertaal)
Ruby is een programmeertaal, die doorgaans wordt geïnterpreteerd. De taal is ontworpen om snel en makkelijk objectgeoriënteerd te programmeren. Het heeft verschillende mogelijkheden om tekstbestanden te verwerken en kan ook systeemtaken aan.
Er is een opensource- en gratis implementatie beschikbaar van Ruby.
De grammatica van Ruby is geïnspireerd op andere talen zoals Ada en Eiffel. De taal combineert elementen van verschillende andere scripttalen.
Ruby wordt vaak vergeleken met Python en Perl.

## Geschiedenis
Ruby werd op 24 februari 1993 in het leven geroepen door Yukihiro Matsumoto (beter bekend als "Matz") en uitgebracht in 1995. 

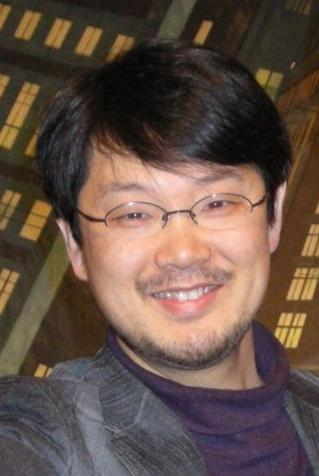
Yukihiro "Matz" Matsumoto

Ruby is geen afkorting, maar is afgeleid van het Engelse woord voor robijn, ruby, een woordspeling op Perl (afgeleid van pearl: Engels voor parel). De auteur zegt dat hij Ruby gemaakt heeft om 'het principe van de minste verrassing' te volgen, waarmee hij bedoelt dat de taal vrij zou moeten zijn van de angels en voetklemmen die andere talen teisteren.
Het gebruik van Ruby groeide enorm nadat het op Ruby gebaseerde ontwikkelsysteem Ruby on Rails uitkwam en door veel ontwikkelaars gebruikt werd voor het bouwen van webapplicaties.
In januari 2009 werd Ruby 1.9.1 uitgebracht. Deze versie was gebaseerd op de YARV-interpreter in plaats van het vaak tragere MRI. Daarnaast zijn er diverse wijzigingen in de syntaxis doorgevoerd.
In Ruby zijn er 38 gereserveerde woorden:
alias, and, begin, BEGIN, break, case, class, def, defined, do, else, elsif, end, END, ensure, false, for, if, in, module, next, nil, not, or, redo, rescue, retry, return, self, super, then, true, undef, unless, until, when, while en yield.

## Voorbeeldscript
```
 
class
 
Person

  
attr_accessor
 
:name
,
 
:age

  
def
 
initialize
(
name
,
 
age
)

    
@name
 
=
 
name

    
@age
  
=
 
age
.
to_i

  
end

  
def
 
inspect

    
"
#@name
 (
#@age
)"

  
end

 
end

 

 
p1
 
=
 
Person
.
new
(
'elmo'
,
 
4
)

 
p2
 
=
 
Person
.
new
(
'zoe'
,
 
7
)

 
p3
 
=
 
Person
.
new
(
'erik'
,
 
5
)

 
p1
               
# -> elmo (4)

 
p2
               
# -> zoe (7)

 
p3
               
# -> erik (5)

```